# Юстінас Стаугайтіс
Юстінас Стаугайтіс (лит. Justinas Staugaitis; 14 листопада 1866, околиця Шауляю — 8 липня 1943, Тельше) — литовський політичний діяч. Один із сиґнаторів Акта про незалежність Литви від 1918 року.
Також священик римо-католицької церкви, єпископ РКЦ, політичний діяч.

## Біографія
Закінчив духовну семінарію в Сейнах. 1890 став римо-католицьким священиком. Брав участь у русі так званих книгонош (лит. "knygnešiai") — осіб, які таємно перевозили релігійні листи литовською мовою через прусський кордон. У Маріямполе заснував освітнє товариство «Žiburys» («Світло»), займався там громадською діяльністю, між іншим заснував дім сиріт і старців. З 1909 до 1912 став на чолі місцевої газети «Vadovas» («Провідник»).
1917 обраний членом Таріби, у лютому 1918 підписав Акт про незалежність Литви. 1920 обрано представником Християнської демократії у Законодавчому Сеймі, де був спікером та віце-спікером. 1926 Папа Римський призначив його єпископом Тельше.
Стаугайтіс мав вплив на постання семінарії римо-католицького духовенства у Тельше.